# Lieblose Legenden

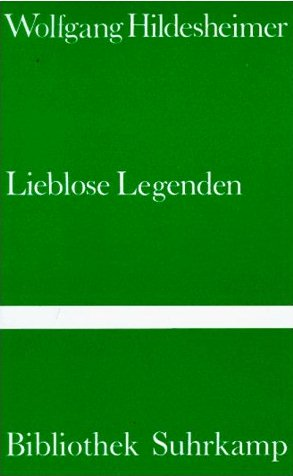
Cover einer Suhrkamp-Ausgabe (1962)

Lieblose Legenden ist der Titel einer Sammlung von Kurzgeschichten des deutschen Schriftstellers Wolfgang Hildesheimer. Die Buchausgabe erschien erstmals 1952 in der Deutschen Verlags-Anstalt; 1956 folgte eine zweite Ausgabe im Diogenes Verlag. Zuvor wurden die Geschichten in deutschen Zeitungen veröffentlicht, als erste Der Kammerjäger am 25. März 1950 in der Süddeutschen Zeitung.
In den folgenden zwei Jahren erschienen 21 weitere Kurzgeschichten, die zum großen Teil in der Neuen Zeitung als Erstdruck veröffentlicht wurden. Bis 1962 schrieb Hildesheimer vereinzelt weitere Legenden. Im selben Jahr erschien im Suhrkamp Verlag eine neue Zusammenstellung der Texte mit zum Teil überarbeiteten und neu aufgenommenen Geschichten; andere wurden nicht mehr in diese Zusammenstellung aufgenommen. Erst 1983 veröffentlichte Suhrkamp alle 26 Geschichten, die zum Zyklus der Lieblosen Legenden gehören.
2008 erschien im Patmos Verlag ein Hörbuch mit Mechthild Großmann als Sprecherin.

## Kurzgeschichten
Für die Ausgabe sämtlicher Liebloser Legenden, die 1983 erschien, hat Hildesheimer seine Kurzgeschichten in folgender Reihenfolge angeordnet:
- Der hellgraue Frühjahrsmantel
- Eine größere Anschaffung
- Warum ich mich in eine Nachtigall verwandelt habe
- Die Suche nach der Wahrheit
- Ich schreibe kein Buch über Kafka
- Ich finde mich zurecht
- Bildnis eines Dichters
- Weyerswyl als Symptom
- Die zwei Seelen
- Gregor Rutz und der Existentialismus
- Der Tod meines Handlungsreisenden
- Das Gastspiel des Versicherungsagenten
- Das Atelierfest
- Aus der Laufbahn meines Pudels Cassius
- Meine Erlebnisse im Zeitalter der Ausrufe
- Begegnung auf der Kurpromenade
- Das Märchen vom Riesen
- Die Dachwohnung
- Der Urlaub
- Das Ende einer Welt
- 1956 – ein Pilzjahr
- Westcottes Glanz und Ende
- Aus meinem Tagebuch
- Ich trage eine Eule nach Athen
- Der Brei auf unserem Herd
- Schläferung

## Inhaltliche Komponenten
Auf inhaltlicher Ebene setzt sich Wolfgang Hildesheimer in den Lieblosen Legenden überwiegend mit kulturellen Themen auseinander. In satirischer Form betrachtet er in einem Großteil der Geschichten die Rezeption von Kultur, den Kulturbetrieb als solchen und einzelne Ausformungen dessen, was gemeinhin als Geistes- und Kulturgut angesehen wird. 
Als erzählerische Mittel nutzt Hildesheimer dabei Ironie und schildert skurrile Szenerien und Ereignisse, die häufig ins Surreale abdriften, zum Beispiel in Das Ende einer Welt. Darüber hinaus nimmt Hildesheimer Motive vorweg, die auch in seinen späteren Werken vorkommen, vor allem seinen Bühnenstücken, die dem Absurden Theater zugeordnet werden.

## Zeichnungen
Der Illustrator Paul Flora hat zu vielen der Lieblosen Legenden Zeichnungen angefertigt, die in die Buchausgaben aufgenommen wurden.